# Isogynandromyia terricola
Isogynandromyia terricola är en tvåvingeart som beskrevs av Spungis 1981. Isogynandromyia terricola ingår i släktet Isogynandromyia och familjen gallmyggor.
Artens utbredningsområde är Lettland. Inga underarter finns listade i Catalogue of Life.